# Championnat d'Afrique féminin de volley-ball 1976
Navigation
Édition suivante
Le 1er championnat d'Afrique féminin de volley-ball s'est déroulé  du 16 au 20 aout  1976  au caire  Égypte. Il a mis aux prises les quatre meilleures équipes continentales.

## Équipes présentes
- Égypte (pays hôte)
- Algérie
- Guinée
- Maroc
- Soudan
- Tunisie

## Compétition
1er tour ; Algérie / tunisie 1/3 ...*Algérie / guinée 3/1...* Algérie / soudan 3/0....

## Classement final
| Place              | Équipe  |
| ------------------ | ------- |
| Médaille d'or      | Égypte  |
| Médaille d'argent  | Tunisie |
| Médaille de bronze | Maroc   |
| 4                  | Algérie |
| 5                  | Soudan  |
| 6                  | Guinée  |